# 馮紹立
馮紹立，四川宜賓人，清朝政治人物。舉人出身。
馮紹立為康熙四十七年（1708年）戊子科舉人。乾隆二年（1737年）接替林興泗擔任臺灣府臺灣縣知縣，次年卸任。乾隆十年五月，接替張作睿任江蘇宜興縣知縣。